# فرودگاه کتارمان نشنل
فرودگاه کتارمان نشنل (به انگلیسی: Catarman National Airport) (به زبان بومی: Paliparang Pambansa ng Catarman) یک فرودگاه همگانی مسافربری با کد یاتا CRM است که یک باند فرود بتن دارد و طول باند آن ۱۳۵۰ متر است. این فرودگاه در کشور فیلیپین قرار دارد و در ارتفاع ۲ متری از سطح دریا واقع شده‌است.

## نگارخانه

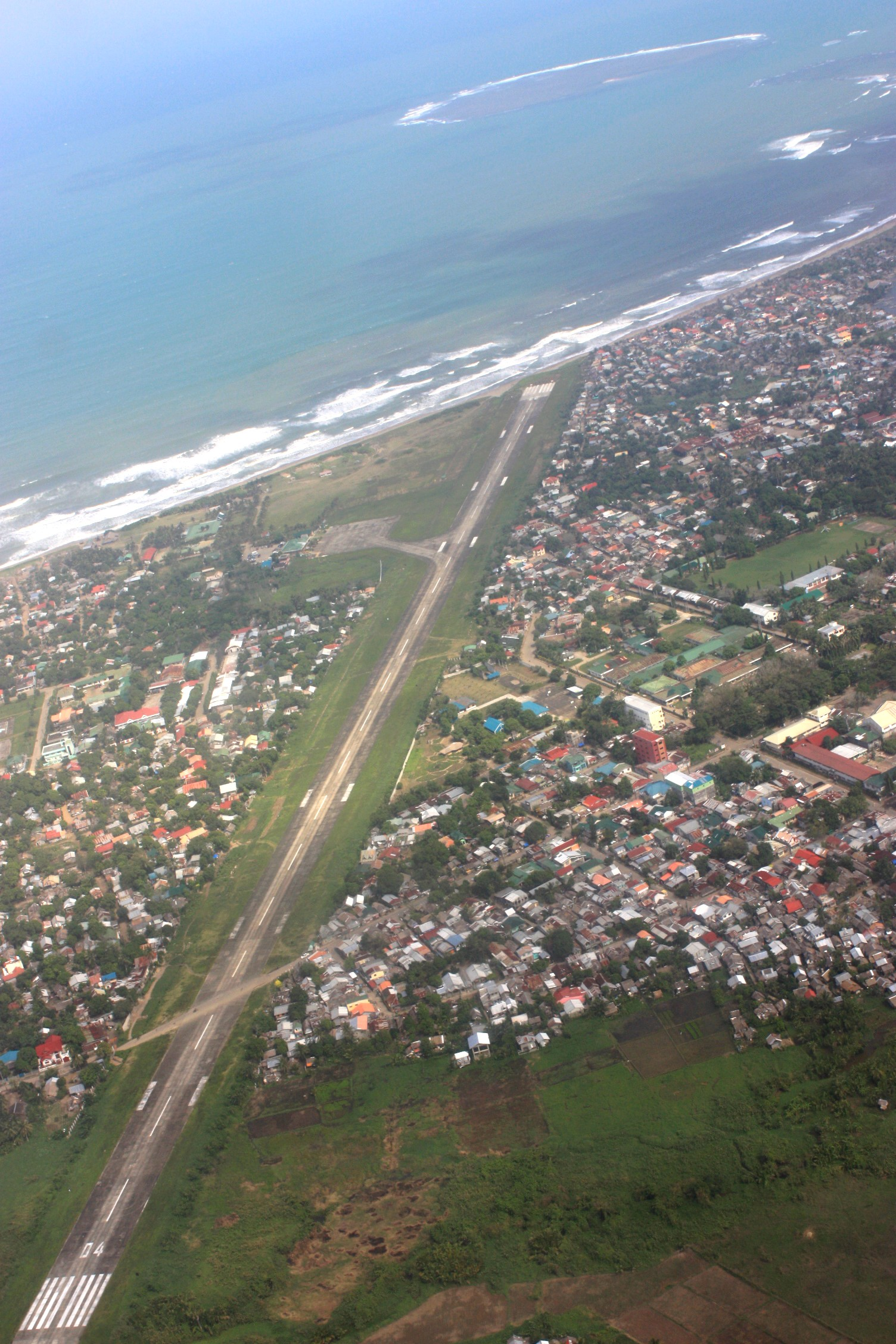
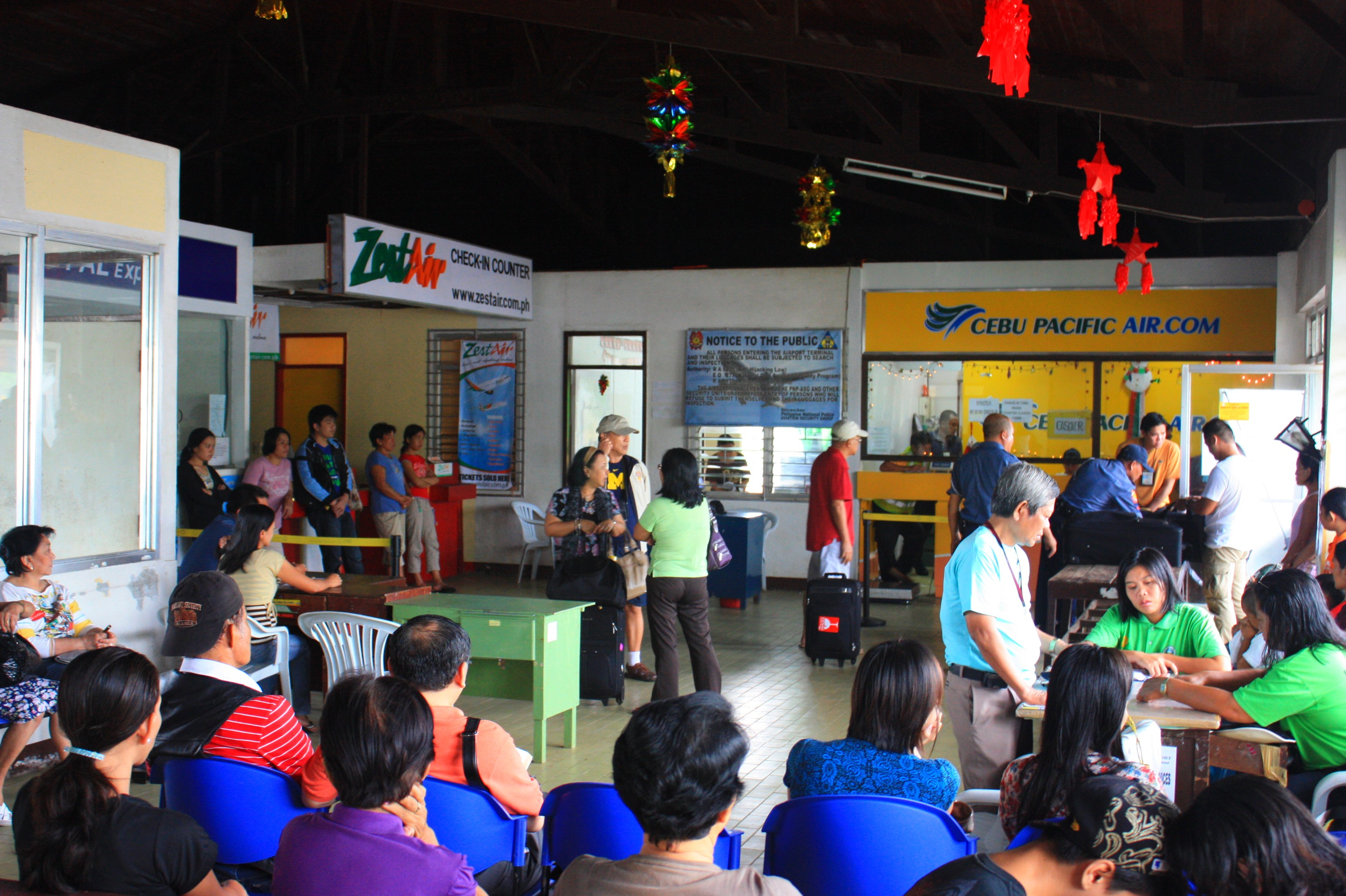
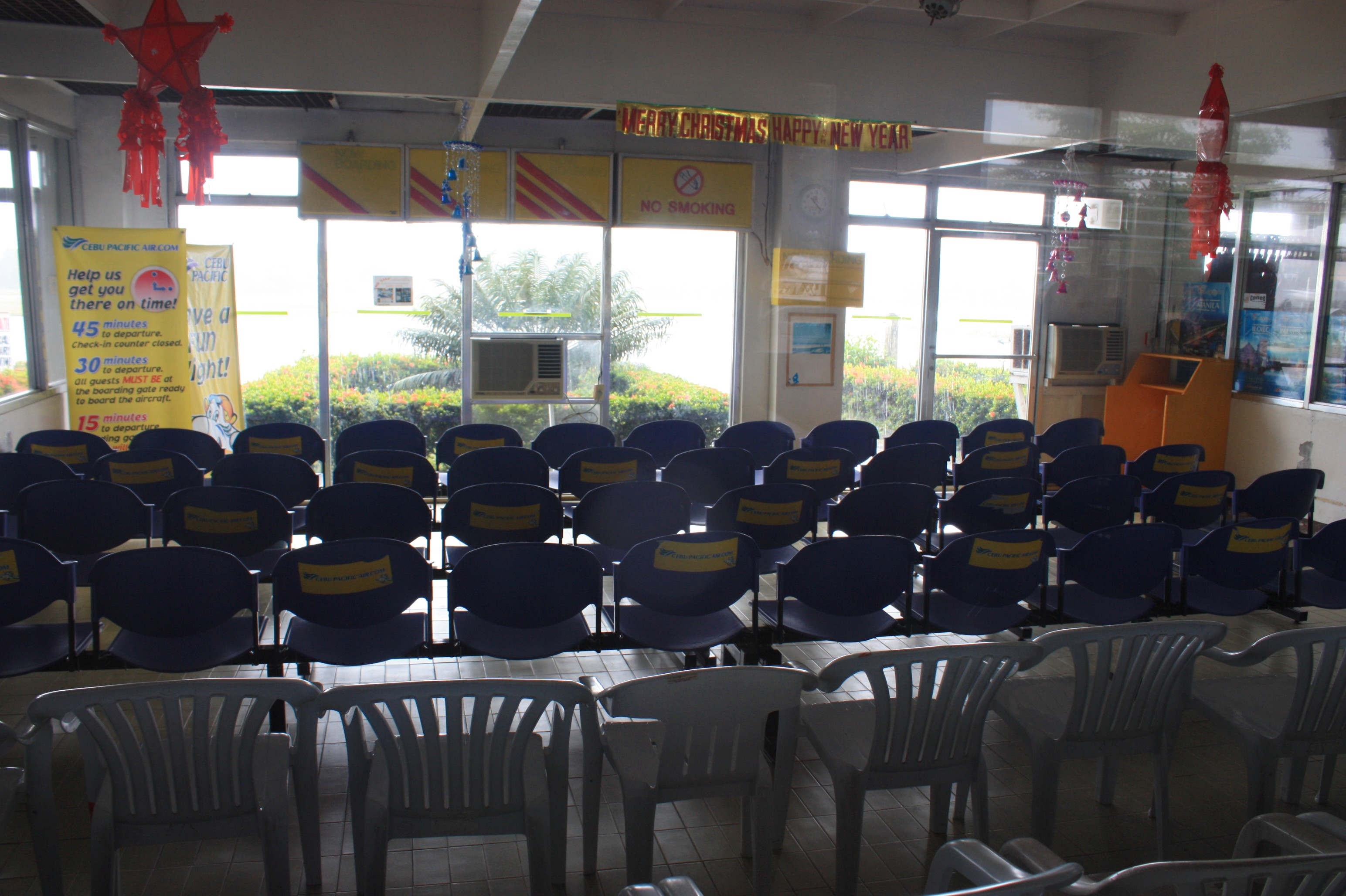
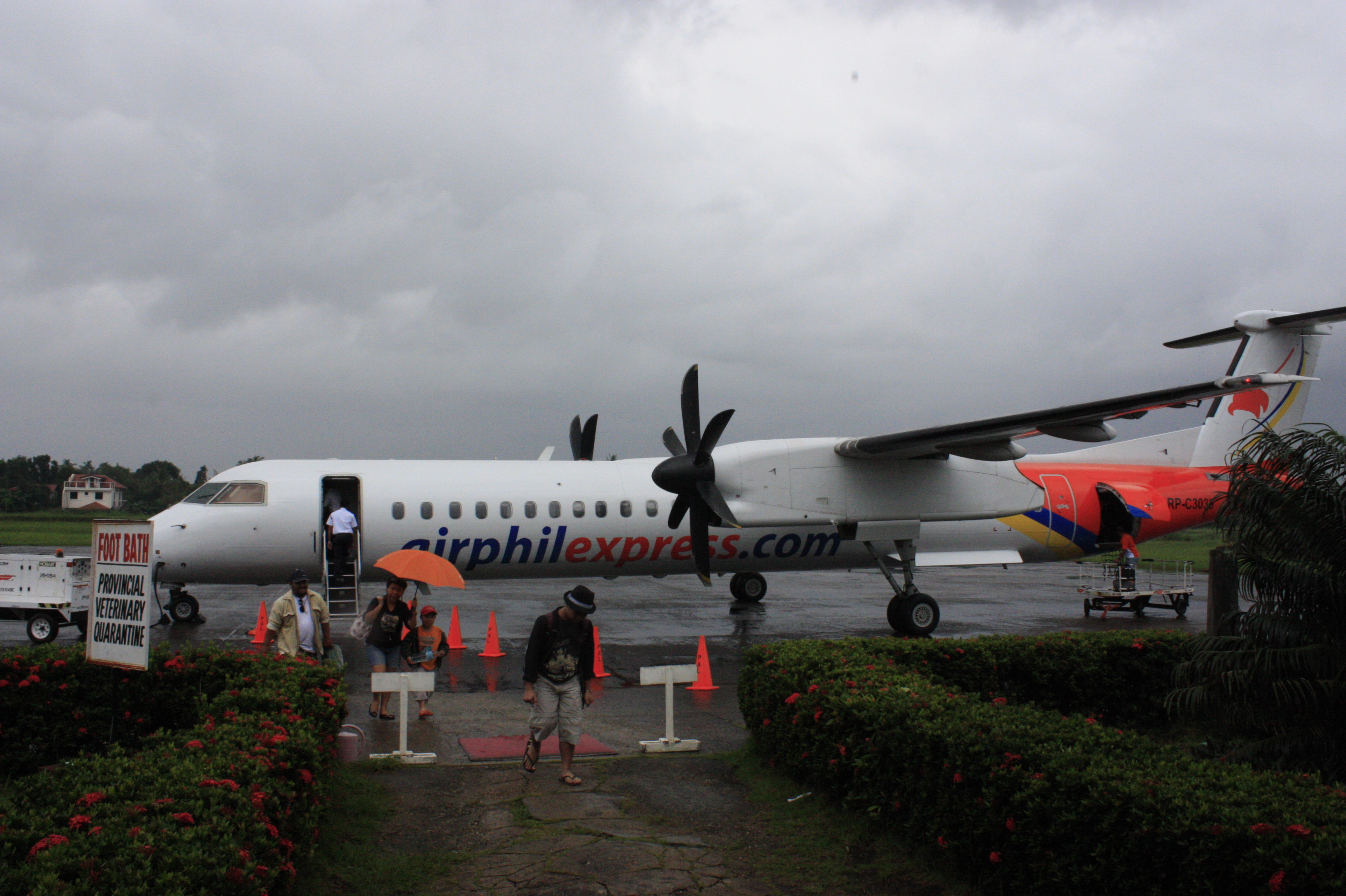

## شرکت‌های هواپیمایی و مقصدهای پروازی
| شرکت‌های هواپیمایی                      | مقصدهای پروازی                                    |
| -------------------------------------- | ------------------------------------------------- |
| فیلیپین ایرلاینز اجرا توسط PAL Express | نینوی آکوئینو                                     |
| اسکای‌جت                                | چارتر: مکتان-کبو، فرانسیسکو بنگویی، نینوی آکوئینو |